# 宍粟市立はりま一宮小学校
宍粟市立はりま一宮小学校（しそうしりつ はりまいちのみやしょうがっこう）は、兵庫県宍粟市にある市立小学校。

## 沿革
宍粟市学校規模適正化推進計画により、宍粟市立神戸小学校と宍粟市立染河内小学校が統合され、宍粟市立はりま一宮小学校として開校した。

### 年表
- 2018年（平成30年）4月 - 開校
- 2024年（令和6年）4月 - 宍粟市立一宮南中学校との併設型小中一貫校「一宮南学園」となる。

## 教育目標
こころ豊かに たくましく 自ら学ぶ児童の育成

## 学校行事
| - 4月 始業式・入学式 - 5月 - 6月 | - 7月 終業式 - 8月 - 9月 始業式 | - 10月 - 11月 - 12月 終業式 | - 1月 始業式 - 2月 - 3月 終業式・卒業式 |

## 通学区域
- 宍粟市[6]
  - 一宮町安積、一宮町杉田、一宮町西安積、一宮町閏賀、一宮町東市場、一宮町須行名、一宮町伊和、一宮町安黒、一宮町嶋田、一宮町下野田、一宮町上野田、一宮町能倉、一宮町東河内

## 進学先中学校
- 宍粟市立一宮南中学校[7]

## 通学区域内施設
- 伊和神社
- 播磨一宮郵便局
- 庭田神社

## 交通
- 神姫バス横山線・戸倉線・エーガイヤ線 はりま一宮小学校前 下車

## 通学区域が隣接している学校
- 宍粟市立一宮北小学校
- 宍粟市立波賀小学校
- 宍粟市立蔦沢小学校
- 宍粟市立神野小学校
- 姫路市立安富北小学校
- 姫路市立前之庄小学校
- 神河町立寺前小学校